# 久我通言
久我 通言（こが みちのぶ）は、戦国時代の公卿。右大臣・久我豊通の子。官位は従一位・右大臣。久我家17代当主。道号は柏仲。

## 経歴
長享3年（1489年）に叙爵して以降累進し、侍従・左近衛少将・左近衛中将を経て、文亀2年（1502年）従三位となり公卿に列する。永正3年（1506年）に権中納言、永正11年（1514年）に権大納言、大永元年（1521年）に右近衛大将となる。大永3年（1523年）には内大臣に任じられる。大永4年（1524年）に右近衛大将を辞職し、享禄元年（1528年）に右大臣となる。天文4年（1535年）に従一位となるが、翌年に父豊通が没し、悲観して50歳で出家して朝廷を去った。
子・邦通が若くして薨去したあとには近衛家から晴通を養子として迎え、跡を継がせている。

## 系譜
- 父：久我豊通
- 母：不詳
- 妻：徳大寺実淳の娘
  - 男子：邦通
- 生母不明の子女
  - 女子：西園寺実宣室
- 養子
  - 女子：慶子 - 細川高基の娘、近衛稙家政所
  - 男子：晴通 - 近衛尚通の次男
  - 男子：徳大寺公維 - 近衛尚通の末子、公式上は通言の次男。